# Thomas Amberg
Thomas James Amberg (El Cajon, 17 aprile 1990) è un pallavolista e allenatore di pallavolo statunitense.
Gioca nel ruolo di centrale nell'Academy United.

## Carriera

### Giocatore
La carriera di Thomas Amberg inizia nei tornei scolastici californiani, giocando per la Valhalla High School. Dopo il diploma fa parte della squadra di pallavolo maschile della UC Los Angeles, partecipando alla NCAA Division I dal 2009 al 2012, venendo inserito nell'All-America First Team al suo ultimo anno; in questo periodo partecipa inoltre con la nazionale statunitense Under-21 al campionato mondiale 2009.
Nella stagione 2013-14 firma il suo primo contratto professionistico nella Ligue B francese, giocando per l'Asnières, dove rimane per tre annate. Dopo un periodo di inattività per fare esperienza da allenatore, torna in campo disputando la NVA 2018 con l'Academy United.

### Allenatore
Nel 2016 fa la sua prima esperienza come assistente allenatore volontario alla Louisiana State, mentre un anno dopo ricopre lo stesso ruolo alla Virginia Tech.

## Palmarès

### Premi individuali
- 2012 - All-America First Team
- 2017 - NVA Showcase: Miglior muro